# Ice Road Truckers
Ice Road Truckers ist eine amerikanische Doku-Soap über Fernfahrer auf Eisstraßen in den kanadischen Nordwest-Territorien und Alaska. In Deutschland wird die Serie von Super RTL, RTL, n-tv, History, History HD, RTL Nitro und neue Folgen auf ProSieben Maxx ausgestrahlt.

## Handlung
„Am Ende der Welt gibt es einen außergewöhnlichen Ort und einen Job, dem nur wenige Trucker gewachsen sind. Die Aufgabe: Tonnenschwere Ladung muss 600 km über zugefrorene Seen transportiert werden. Das Ziel: Die Diamantenminen im Norden Kanadas. 10.000 Ladungen, und sie haben nur 60 Tage Zeit, denn dann wird es Frühling und die Eispiste schmilzt. Der Lohn ist groß, doch das Risiko ist größer.“

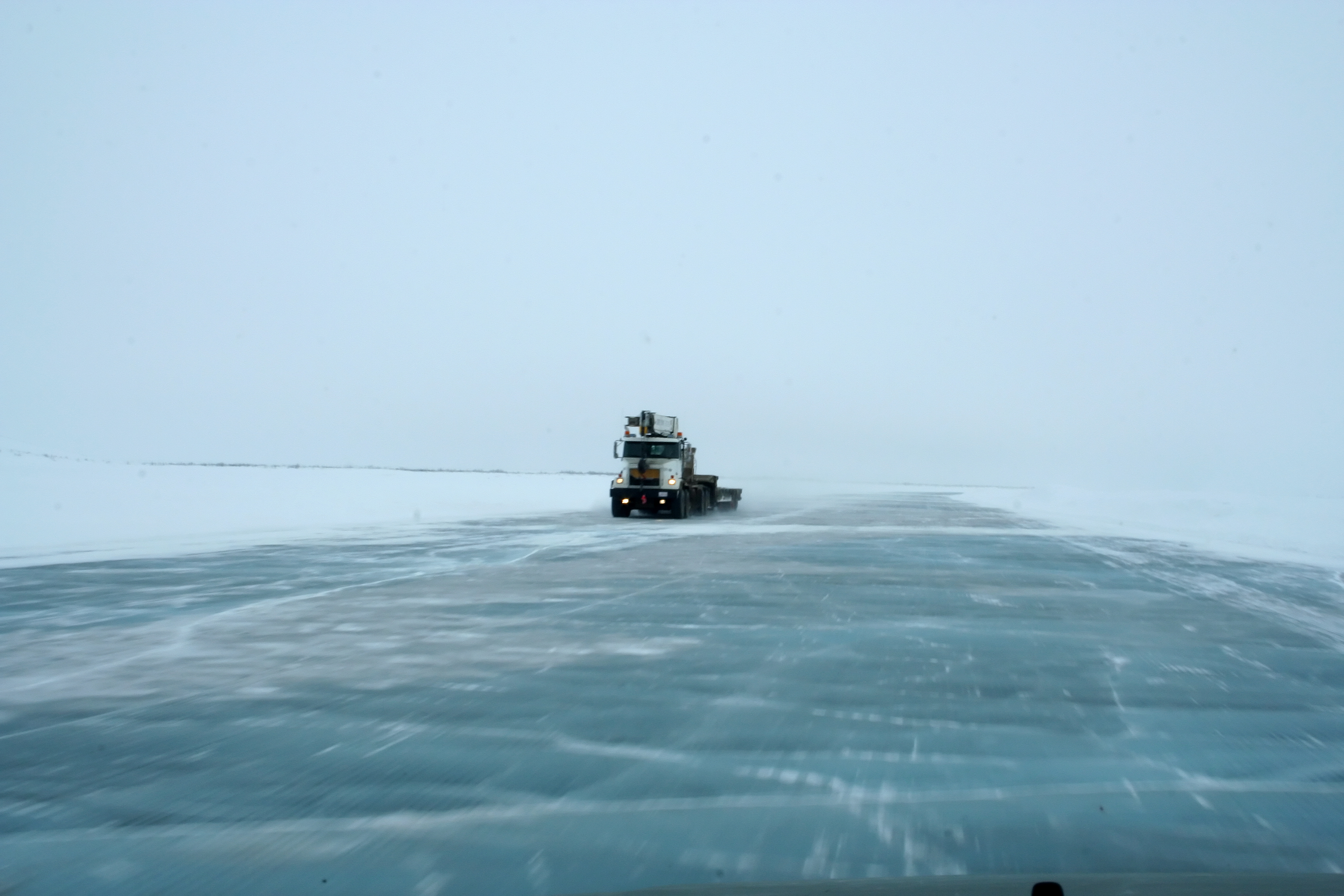
Ice Road, hier am Mackenzie River

Im Norden Kanadas liegen Diamantenminen, die normalerweise nicht mit Fahrzeugen zu erreichen sind. Doch zwei Monate lang ist es so kalt, dass alle Seen gefrieren und die Firma Tli Cho Landtran eine Eisstraße zwischen den Minen und der Stadt Yellowknife errichtet. Aus ganz Amerika versammeln sich Trucker in der Kleinstadt, um viele tausend Tonnen Ladung zu den Minen zu bringen, denn eine Tour kann ihnen bis zu 2000 US-Dollar einbringen. In diesen 60 Tagen erarbeiten sich viele Trucker ihren Jahreslohn. Doch die Touren auf dem Eis sind nicht ungefährlich. Die Straßen sind glatt, ständig ziehen Schneestürme auf und es herrschen Temperaturen von −40 °C. Für die Trucker, die in kürzester Zeit so viele Touren wie möglich schaffen wollen, kann die Ice Road zur tödlichen Falle werden, da Fahrfehler das Eis der Seen brechen lassen können.

## Ausstrahlung und Handlungsorte
|           | USA                    | Deutschland            | Deutschland            | Ort der Handlung                 |
| --------- | ---------------------- | ---------------------- | ---------------------- | -------------------------------- |
| History   | History                | RTL                    |                        | Ort der Handlung                 |
| Staffel 1 | 17.06.2007– 19.08.2007 | 03.02.2008– 13.04.2008 | 08.11.2008– 10.01.2009 | Tibbitt to Contwoyto Winter Road |
| Staffel 2 | 08.06.2008– 07.09.2008 | 19.10.2008– 11.01.2009 | 31.01.2009– 11.04.2009 | Tuktoyaktuk Winter Road          |
| Staffel 3 | 31.05.2009– 23.08.2009 | 01.11.2009– 31.01.2010 | nicht bekannt          | Dalton Highway                   |
| Staffel 4 | 06.06.2010– 03.10.2010 | 25.11.2010– 20.01.2011 | nicht bekannt          | Dalton Highway                   |
| Staffel 5 | 05.06.2011– 25.09.2011 | 13.10.2011– 02.02.2012 | nicht bekannt          | Dalton Highway/Manitoba          |
| Staffel 6 | 03.06.2012– 23.09.2012 | 06.09.2012– 20.12.2012 | nicht bekannt          | Dalton Highway/Manitoba          |
| Staffel 7 | 09.06.2013- 25.08.2013 | 14.11.2013- 19.12.2013 | nicht bekannt          | Manitoba                         |
| Staffel 8 | 07.07.2014- 28.09.2014 | 28.01.2015- 04.03.2015 | nicht bekannt          | Manitoba/Ontario                 |

## Hauptfiguren

### Hugh Rowland
Der in Kelowna im südlichen British Columbia ansässige Hugh ist fünfzig Jahre alt und bereits seit 20 Jahren ein Ice-Road-Trucker. Er ist in den ersten 8 Staffeln zu sehen. Bei seinen Kollegen ist er als „Der Eisbär“ („The Polar Bear“) bekannt, was sich auf seine starke Persönlichkeit, seine harsche Attitüde, seine Ausdauer und seine hohe Zahl von Ladungen pro Saison zurückführen lässt.
In seinem Besitz sind vier Zugmaschinen, von denen drei von Drew Sherwood, Todd White und seinem Freund und Festangestelltem Rick Yemm gefahren werden. Alle Trucks haben die Türaufschrift „R&R Hoe Service“, Hughs Unternehmen in Winfield. Als er in der 6. Staffel Ärger mit dem Chef von Polar hatte und ihn nicht mehr leiden konnte, hat er in der 7. Staffel zusammen mit seinem Freund Vlad Prescott eine Firma gegründet (VP-Express) und wollte es Polar zeigen. Ab der neunten Staffel wird die Rolle des Konkurrenten von Darrell Ward übernommen.

### Rick Yemm
Er ist einer von Hugh Rowlands Angestellten und stammt ebenfalls aus Kelowna. In der ersten Staffel fährt er seine zweite Saison auf der Ice Road. In seinem ersten Jahr war er einer der ersten auf der Strecke, als das Eis noch am lautesten krachte. Diese Erfahrung ließ ihn beinahe alles hinschmeißen. Doch er entschloss sich weiterzumachen und bemerkte „Ich war zu dumm und zu dickköpfig, um aufzuhören“ („I was too stupid and too stubborn to quit.“). Er ist in der 1. bis 2. und in der 5. bis 6. Staffel zu sehen.

### Alex Debogorski
Alex ist eine lebende Legende unter den Ice-Road-Truckern, da das Jahr 2011 seine 30. Saison war. Debogorski ist Vater von elf Kindern und zehn Enkeln und lebt das ganze Jahr über in Yellowknife. In der ersten Staffel hatte er die Ehre, als erster die Eisstrecke befahren zu dürfen.
In der zweiten Staffel musste er vorzeitig abbrechen, da seine Gesundheit nicht mitspielte. Er wurde von Inuvik mit einem Flugzeug nach Yellowknife ausgeflogen und kam dort in ein Krankenhaus, er hatte ein Blutgerinnsel im rechten Lungenflügel und es bestand Verdacht auf ein zweites im Linken. Er ist ebenfalls in allen Staffeln zu sehen. In der 7. Staffel fährt er für Polar und nicht im Unternehmen seines Freundes (VP). In der 8. Staffel wechselte er aber dorthin.

### Jay Westgard
Jay lebt ebenfalls in Yellowknife. Aufgrund seines geringen Alters gilt er als einer der talentiertesten seiner Generation in der Ice-Road-Trucker-Gemeinde. Er ist erst 25 Jahre alt, fuhr seine erste Tour mit 16 und besaß bereits im Alter von 18 Jahren einen eigenen Truck. Sein Ruf bescheinigt ihm, besonders für Ladungen mit Übergröße in Frage zu kommen. Er ist in den ersten beiden Staffeln zu sehen.

### T.J. Tilcox
Der 21-jährige Ice-Road-Anfänger T.J. betont, die Kälte und das Eis zu hassen und die Ice Road wegen der Erfahrung, nicht wegen des Geldes zu fahren. Er ist bereits seit seinem 16. Lebensjahr Trucker und ist durch eine Zeitungsannonce auf den Job auf der Eisstraße gekommen. Nach anfänglichen technischen Problemen mit seinem Truck bekommt er von einem Kollegen, der aus familiären Gründen nach Hause muss, dessen Truck leihweise angeboten. Noch bevor er mit diesem Lkw die Eisstraße erreicht, wird er in einen Unfall verwickelt. Nachdem die Schuldfrage geklärt wurde, darf er wieder zurück auf die Strecke. Er ist in den ersten beiden Staffeln zu sehen.

### Drew Sherwood
Drew ist ein Trucker-Veteran, aber ein Anfänger auf der Eisstraße. Er stößt zu Hugh Rowlands Team, nachdem er in der Zeitung auf diesen Job aufmerksam wurde. Er glaubt, keine Probleme damit zu haben, seine Fahrkünste von normalen Straßen auf die Ice Road zu adaptieren, woraufhin ihn Hugh als einen arroganten Anfänger und als Eintagsfliege („one year driver“) bezeichnet. Obwohl er in der ersten Folge zu Protokoll gibt, nicht die Absicht zu hegen, im Graben zu landen („I have no intention of going into a ditch, bro“), kommt er sehr bald von der Straße ab. Nun übt er sich in Demut und hat Respekt vor der Ice Road. Er ist in den ersten 2 Staffeln zu sehen.

### Rick Fitch
Rick ist der Projektmanager von „Tli Cho Landtran“ und verantwortlich für die Disposition der Trucks. Bei Unfällen ist er einer der ersten, die gerufen werden. Er arbeitet bereits seit 20 Jahren auf der Ice Road.

### Bear Swenson
Er ist in der 2. Staffel zu sehen. Er wird wie Hugh auch der Eisbär der Ice Roads genannt.

### Davey
Er ist in der 2. Staffel zu sehen.

### Eric Dufresne
Er ist in der 2. Staffel zu sehen.

### Jerry
Er ist in der 2. Staffel zu sehen.

### Lisa Kelly
Lisa (geboren am 8. Dezember 1980, Michigan USA) ist seit der 3. Staffel zu sehen und fährt für Carlile Transportation auf der Strecke des Dalton Highway ihre zweite Saison. Sie fing als Kurierfahrerin bei Carlile an und fuhr nach bestandenem Test bereits rund ein Jahr später ihre ersten größeren Ladungen. Als besonders lebensfrohe Persönlichkeit hat sie stets das Ziel, immer größere Ladungen zu fahren, damit der Respekt steigt und sich niemand mehr über sie lustig machen kann. Sie ist loyal zu ihrem Arbeitgeber. Die 6. Staffel hat sie aus privaten Gründen nicht mitgemacht, in der 7. Staffel fährt sie das erste Mal in Kanada für Polar und stellt sich gut an. In der 9. Staffel allerdings hat sie mit Darrell Ward als Konkurrenz gearbeitet.

### Jack Jessee
Jack ist 38 Jahre alt und in der 3., 4. und 6. Staffel zu sehen. Er gilt als einer der besten Fahrer und wird als Veteran des Dalton Highway gesehen. Mit dem ersten Schwertransport der Saison, welcher ihm zugeteilt wird, läutet er den Auftakt zur 3. Staffel ein. Für ihn ist es eine Berufung, Trucker zu sein. Ihm selbst geht es dabei um Freiheit wie in Easy Rider: „Steig aufs Bike und los geht's.“

### George Spears
Er ist in der 3. Staffel zu sehen und hilft Tim dabei, auf der Ice Road klarzukommen. Er will es ihm unbedingt zeigen, weil er mit Tims Vater sehr gut befreundet ist. Er fährt in der 3. Staffel seine letzte Saison auf der Ice Road.

### Tim Freeman
Er fährt in der 3. Staffel zum ersten Mal auf der Ice Road. Sein Vater fuhr früher auch auf der Ice Road. Er ist auch nur in der 3. Staffel zu sehen.

### Cody Hyce
Er ist in der 3. Staffel zu sehen.

### Carey Hall
Er ist in der 3. Staffel zu sehen und ein Freund von Jack.

### Ray Veilleux
Er ist in der 4. sowie gegen Mitte/Ende der 6. Staffel zu sehen. Ray wurde in der 4. Staffel König der Ice Road. Damit hatte er sein Ziel erreicht, Jack zu schlagen.
In der 6. Staffel wurde er zum Endspurt der letzten Ladungen um Hilfe gerufen.

### Phil Krom
Er ist in der 3. – 6. Staffel zu sehen. Er zeigt oft Leuten, wie man auf der Ice Road fährt.

### Maya Sieber
Sie ist in der 5. Staffel zu sehen. Sie ist eine New Yorker Truckerin, die ihr erstes Jahr auf dem Dalton fährt.

### Tony Molesky
Er ist in der 5. und 6. Staffel zu sehen.

### Dave Redmon
Dave Redmon war in der 5. Staffel für die Serie unterwegs.

### Darrell Ward
Darrell Ward war seit der 6. Staffel zu sehen. Er kündigte innerhalb der 8. Staffel bei Polar und machte seine eigene Firma auf. Sein erster Angestellter war sein Sohn Reno, in der 9. Staffel hatte er Lisa Kelly für sich gewinnen können. Darrell Ward starb im August 2016 bei einem Flugzeugabsturz in Montana.

### Ron „Porkchop“ Magnum
Er ist in der 6. Staffel zu sehen und fährt seine erste Saison.

### Austin Wheeler
Er ist in der 6. Staffel zu sehen.

### Vlad Prescott
Vlad ist ein Freund von Hugh und hat mit ihm in der 7. Staffel eine gemeinsame Firma gegründet.

### Art Burke
Art ist seit der 7. Staffel zu sehen und fährt für VP. Er ist einer, der schnell ausrastet und sich prügelt. Als er in der 7. Staffel Ärger mit VP hatte, wechselte er noch in dieser Staffel zu Polar.

### Mark Kohaykewych
Mark ist der Chef von Polar Industries und seit der 5. Staffel zu sehen.

### Todd Dewey
Todd ist seit der 7. Staffel zu sehen. Als er sich das erste Jahr gut bei VP anstellte, wechselte er in der 8. Staffel zu Polar wegen des Geldes.

### Reno Ward
Er ist innerhalb der 8. Staffel zu sehen. Er fährt für die Firma seines Vaters Darrell Ward.

## Route, Stops und Ziele

### Staffel 1

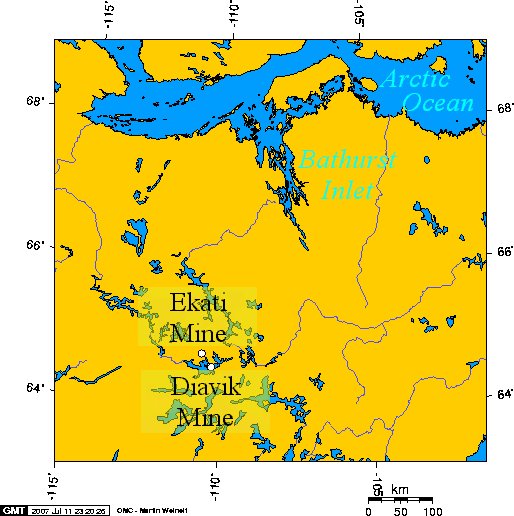
Die Ekati-Diamantenmine und die Diavik-Diamantenmine am Lac de Gras

Während der ersten Staffel befahren die Trucker die Tibbitt to Contwoyto Winter Road, die im Süden am Tibbitt Lake beginnt und im Norden am Contwoyto Lake endet. Ihren Start findet diese Eisstraße am Ende des Ingraham Trail (Highway 4), der unmittelbar am See endet. Bevor sich die Trucker an dieser Stelle zum ersten Mal auf das Eis begeben, fahren sie ca. 60 km auf dem festen Straßenbelag des Ingraham Trail.
Yellowknife, Northwest TerritoriesHier werden die Ladungen aufgenommen.
Dome Lake CampWartungscamp, ca. 35 km nach Beginn der Eis-Anteile der Straße gelegen. T.J. muss hier aufgrund einer Verletzung halten und wird mit einem Rettungsflieger zurück nach Yellowknife gebracht, um ärztlich versorgt werden zu können.
Lockhart Lake Rest StopRasthof für die Trucker.
Snap-Lake-DiamantenmineCa. 200 km nordöstlich von Yellowknife gelegene Mine der Firma De Beers.
Diavik-DiamantenmineCa. 300 km nördlich von Yellowknife gelegene Mine, die den Konzernen Rio Tinto Group (60 %) und Harry Winston Diamond Corporation (heutiger Name Dominion Diamond Corporation) gehört.
BHP Ekati Diamond MineCa. 300 km nordöstlich von Yellowknife gelegene Mine. Sie gehört BHP Billiton und den Geologen Stewart Blusson und Chuck Fipke, die an dieser Stelle Kimberlit entdeckten. Es ist der nördlichste Stop, der in der ersten Staffel gezeigt wird. Die Route führt von hier noch ca. 200 km weiter zum Contwoyto Lake und passiert dabei zwei weitere Minen.
Colomac MineEine geschlossene Goldmine, von der Alex einen Wohncontainer abholt.
Tundra MineEbenfalls eine geschlossene Goldmine, zu der ehemaliges Equipment von der Colomac Mine transportiert wird.
DélineEine Siedlung am Ufer des Großen Bärensees in den Nordwest-Territorien Kanadas. Sie liegt 544 km nordwestlich der Stadt Yellowknife. Um ihren Flughafen unterhalten zu können, ist sie auf Kerosin-Transporte über die Eisstraße angewiesen.

### Staffel 2
Während der zweiten Staffel befahren einige alteingesessene Ice-Road-Trucker sowie einige Yellowknife-Trucker aus der ersten Staffel die Tuktoyaktuk Winter Road im äußersten Norden Kanadas.
InuvikZugang zur Ice Road vom Festland (Dempster Highway) aus und Sitz der Firma Northwind Industries, Ltd. (Arbeitgeber von Hugh Rowland in dieser Saison).
TuktoyaktukNördlichste Gemeinde Kanadas und Sitz der Firma Gruben (Arbeitgeber von Alex Debogorski und Rick Yemm während dieser Saison). Häufiges Ziel von Ladungen auf der Ice Road, da Tuktoyaktuk nur im Winter über Land erreichbar ist. Im Sommer ist der Ort nur per Flugzeug erreichbar.
MallikEine experimentelle Bohrstelle für die Suche nach Gashydraten. Da die Bohrstelle saisonal im Winter auf dem Eis errichtet wird, ist sie komplett von Transporten über die Ice Road abhängig.
WurmlingerDie Wurmlinger ist ein Frachtschiff, das im Sommer per Land unerreichbare Orte wie Tuktoyaktuk versorgt und im Winter vom Eis eingeschlossen ist, um als Wohnort für Arbeiter der Bohrplattformen zu dienen.
AputDie Firma MGM bohrte hier nach Erdgas, jedoch ohne Erfolg. Während der 2. Staffel der Serie Ice Road Truckers wurde die gesamte Bohrstelle an den neuen Standort Langley verlegt.
LangleyNeuer Standort für Erdgasbohrungen der Firma MGM. Am Ende der zweiten Staffel wurde hier ein massives Erdgas-Vorkommen entdeckt.
AklavikKleine Gemeinde, die nur über die Ice Road auf dem McKenzie River im Winter erreichbar ist, was sie stark abhängig von Warenlieferungen über die Eisstraße macht.

## Hintergrund
Im Jahr 1999 zeigte der amerikanische Sender The History Channel in seiner Serie Suicide Missions (zu deutsch: Selbstmord-Missionen oder Selbstmordkommandos) eine Episode mit dem Titel Ice Road Truckers. Sie basiert auf einem Buch der Autorin Edith Iglauer, das die Abenteuer von Truckern beschreibt, die Ladungen über zugefrorene Seen (so genannte Ice Roads) in den Kanadischen Nordwest-Territorien transportieren. Zahlreiche Wiederholungen und eine Auswertung in der History-Sendung Modern Marvels folgten und ernteten gute Quoten.
Im Jahr 2006 engagierte der Sender den Produzenten Thom Beers, um aus dem Format eine Serie zu machen.

## Rezeption
Die erste Folge erreichte in den USA 3,4 Millionen Zuschauer und wurde zur meistgesehenen Fernsehsendung des History Channels.

### Kritiken
„Everything about 'Ice Road Truckers' is astonishing“

„Watching these guys … make their runs, it’s hard not to share in their cold, fatigue and horrible highway hypnosis, that existential recognition behind the wheel late at night that the pull of sleep and the pull of death are one and the same. … [I]t gets right exactly what Deadliest Catch got right, namely that the leave-nothing-but-your-footprints, green kind of eco-travelers are too mellow and conscientious to be interesting to watch. Instead, the burly, bearded, swearing men who blow methyl hydrate into their own transmissions and welcome storms as breaks from boredom … are much better television.“

Bei Abschluss der ersten Staffel wurde klar, dass der durchs Eis brechende Truck eine Computeranimation war. Diese Darstellung löste bei den Truckern Missfallen aus, die sich sonst – bei Reality-TV ungewöhnlich – zufrieden mit dem Format zeigten.

## Verfilmungspläne
20th Century Fox sicherte sich 2008 die Rechte von The History Channel, um einen Spielfilm aus der Serie zu machen.

## DVD & Blu-ray
In Deutschland werden die Staffeln durch die Sunfilm Entertainment Handels- und Vertriebs GmbH vermarktet.
| Staffel | Medium  | Laufzeit | Veröffentlichung |
| ------- | ------- | -------- | ---------------- |
| 1.      | DVD     | 585 Min  | 10.09.2010       |
| 1.      | Blu-ray | 585 Min  | 10.09.2010       |
| 2.      | DVD     | 575 Min  | 13.01.2011       |
| 2.      | Blu-ray | 575 Min  | 13.01.2011       |
| 3.      | DVD     | 585 Min  | 07.04.2011       |
| 3.      | Blu-ray | 585 Min  | 07.04.2011       |
| 4.      | DVD     | 672 Min  | 06.10.2011       |
| 4.      | Blu-ray | 672 Min  | 06.10.2011       |
| 5.      | DVD     | 688 Min  | 25.05.2012       |
| 5.      | Blu-ray | 688 Min  | nicht bekannt    |
| 6.      | DVD     | Min      | nicht bekannt    |
| 6.      | Blu-ray | Min      | nicht bekannt    |
| 7.      | DVD     | Min      | nicht bekannt    |
| 7.      | Blu-ray | Min      | nicht bekannt    |
| 8.      | DVD     | Min      | nicht bekannt    |
| 8.      | Blu-ray | Min      | nicht bekannt    |

## Episodenliste
| Nummer (gesamt) | Nummer (Staffel) | Originaltitel            | Deutscher Titel        |
| 01              | 01               | Ready to Roll            | Aufbruch               |
| 02              | 02               | Destination Diamond Mine | Ziel: Diamantenmine    |
| 03              | 03               | Dash For the Cash        | Um Kopf und Kragen     |
| 04              | 04               | The Big Chill            | Auf der Kippe          |
| 05              | 05               | Midseason Mayhem         | Geschwindigkeitsrausch |
| 06              | 06               | Driving on Thin Ice      | Auf dünnem Eis         |
| 07              | 07               | Rookie Challenge         | Am seidenen Faden      |
| 08              | 08               | Into the Whiteout        | Verschollen            |
| 09              | 09               | The Big Melt             | Eisschmelze            |
| 10              | 10               | The Final Run            | Endspurt               |

| Nummer (gesamt) | Nummer (Staffel) | Originaltitel              | Deutscher Titel      |
| 11              | 01               | The Ice Road: Then and Now | Damals und heute     |
| 12              | 02               | Off the Ice                | Mehr als nur ein Job |
| 13              | 03               | Off the Ice 2              | Nebensaison          |
| 14              | 04               | The Road to Season 2       | Was bisher geschah   |

| Nummer (gesamt) | Nummer (Staffel) | Originaltitel        | Deutscher Titel           |
| 15              | 01               | Edge of the Earth    | Am Ende der Welt          |
| 16              | 02               | Mechanical Mayhem    | Rückschläge               |
| 17              | 03               | The Big Blizzard     | Der Blizzard              |
| 18              | 04               | Arctic Whiteout      | Schlechte Sicht           |
| 19              | 05               | Lost on the Ice      | Verirrt im Eis            |
| 20              | 06               | Hundred Ton Haul     | Schwersttransport         |
| 21              | 07               | Man Down             | Die Bären sind los        |
| 22              | 08               | A Trucker's Farewell | Auf der Strecke geblieben |
| 23              | 09               | A Rookie Fumbles     | Startschwierigkeiten      |
| 24              | 10               | Highway Maggots      | Pistenrowdies             |
| 25              | 11               | Man vs. Ice          | Mann gegen Eis            |
| 26              | 12               | The Big Thaw         | Tauwetter                 |
| 27              | 13               | Road To The Finale   | Saisonfinale              |

| Nummer (gesamt) | Nummer (Staffel) | Originaltitel             | Deutscher Titel     |
| 28              | 01               | Deadliest Ice Road        | Auf nach Alaska     |
| 29              | 02               | Rookie Run                | Vorsicht Anfänger   |
| 30              | 03               | Canadian Invasion         | Eiskalter Engel     |
| 31              | 04               | Blinding Whiteout         | Schneeblind         |
| 32              | 05               | Accident Alley            | Neben der Spur      |
| 33              | 06               | Arctic Ice                | Schneekönigin       |
| 34              | 07               | Wicked Weather            | Sichtweite Null     |
| 35              | 08               | Killer Pass               | Gegenverkehr        |
| 36              | 09               | Turn and Burn             | Konkurrenzkampf     |
| 37              | 10               | Ocean Run                 | Am Abgrund          |
| 38              | 11               | Busted Parts & Breakdowns | Boxenstopp          |
| 39              | 12               | Race For The Finish       | Explosive Ladung    |
| 40              | 13               | Arctic Thaw               | Auf der Zielgeraden |

| Nummer (gesamt) | Nummer (Staffel) | Originaltitel             | Deutscher Titel           |
| 41              | 01               | Breaking Through          | Zurück in die Eishölle    |
| 42              | 02               | The Polar Bear Returns    | Der Eisbär kehrt zurück   |
| 43              | 03               | Facing Down the Blow      | Nerven wie Drahtseile     |
| 44              | 04               | Monster Storm Over Atigun | Im Auge des Sturms        |
| 45              | 05               | Trapped on Thin Ice       | Lisas Feuerprobe          |
| 46              | 06               | Danger at 55 Below        | Frostige Zeiten           |
| 47              | 07               | Avalanche!                | Lawinengefahr             |
| 48              | 08               | Lisa's Monster Megahaul   | Karriere auf Eis?         |
| 49              | 09               | Blood on the Dalton       | Chaos auf dem Highway     |
| 50              | 10               | The Ace vs. the Ice       | Einzelkämpfer             |
| 51              | 11               | A Rookie's Nightmare      | Albtraum für Anfänger     |
| 52              | 12               | The Dalton Strikes Back   | Der Dalton schlägt zurück |
| 53              | 13               | Convoy to Hell            | Konvoi durchs Eis         |
| 54              | 14               | A Legend Meets His End    | Das letzte Geleit         |
| 55              | 15               | Deadly Melt               | Das Eis schmilzt          |
| 56              | 16               | New King of the Dalton    | Die letzte Fracht         |

| Nummer (gesamt) | Nummer (Staffel) | Originaltitel        | Deutscher Titel        |
| 57              | 01               | Pushing The Edge     | Jetzt erst recht       |
| 58              | 02               | Ice Road Rage        | Wilde Zeiten           |
| 59              | 03               | Wrong Turn & Burned  | Falsche Ausfahrt       |
| 60              | 04               | Fire On Ice          | Rekordtransport        |
| 61              | 05               | Under the Hammer     | Unter Hochspannung     |
| 62              | 06               | The Braking Point    | Auf eigenen Reifen     |
| 63              | 07               | A Banged-Up Job      | Herausforderungen      |
| 64              | 08               | Meltdown!            | Sturmhöhe              |
| 65              | 09               | Road To Nowhere      | Die Straße ins Nichts  |
| 66              | 10               | Rookie Rebellion     | Geduldsprobe           |
| 67              | 11               | Hittin’ The Skids    | Fahrt mit Hindernissen |
| 68              | 12               | No More Mr. Nice Guy | Frühlingsgefühle       |
| 69              | 13               | Ice Rogue Trucker    | Die letzte Ehre        |
| 70              | 14               | The Heat Is On       | Starthilfe             |
| 71              | 15               | Judgement Day        | Eisbär im Weg          |
| 72              | 16               | The Last Dash        | Auf den letzten Metern |

| Nummer (gesamt) | Nummer (Staffel) | Originaltitel           | Deutscher Titel         |
| 73              | 01               | Aces And Jokers         | Nordwärts               |
| 74              | 02               | Sink Or Swim            | Probezeit               |
| 75              | 03               | Hammer Down             | Auf nach Winnipeg       |
| 76              | 04               | No Way Out              | Ausweglos               |
| 77              | 05               | Desperate Measures      | Verzweifelt             |
| 78              | 06               | Blood, Sweat, And Gears | Blut und Schweiß        |
| 79              | 07               | Hard Road Ahead         | Übergewicht             |
| 80              | 08               | Proving Ground          | Irgendwo in Alaska      |
| 81              | 09               | Braking Bad             | Verbremst               |
| 82              | 10               | Stacking The Deck       | Millionen Dollar Fracht |
| 83              | 11               | Hurricane Alley         | Bis zum Horizont        |
| 84              | 12               | Battle Lines            | Unterkühlt              |
| 85              | 13               | Cold-Blooded            | Ohne Kompromiss         |
| 86              | 14               | Chopping Block          | Unerbittlich            |
| 87              | 15               | Race The Melt           | Klirrende Kälte         |
| 88              | 16               | The Final Showdown      | Erfolgstour             |